# Association sportive de Salé
Pour les articles homonymes, voir ASS.
L'Association Sportive de Salé, plus connu sous l'AS Salé, abrégé couramment en ASS, est un club omnisports créé en 1928 et basé à Salé au Maroc.

## Histoire
La première section à avoir été créé est la section de football en 1928.

## Sections

### Basketball
La section basket-ball du club est fondée en 1928. Elle a remporté deux Championnats du Maroc et cinq Coupe du Trône.

### Football
La section football est fondée en 1928 et évolue dans le Championnat du Maroc de football D2. En 2002, le club a fusionné avec le Sporting de Salé.

### Handball
La section évolue dans le championnat du Maroc masculin de handball, au moins dans les années 2020.